# رحمت‌آباد (مرکزی فهرج)
رحمت‌آباد، روستایی در دهستان برج اکرم بخش مرکزی شهرستان فهرج در استان کرمان ایران است.

## جمعیت
بر پایه سرشماری عمومی نفوس و مسکن در سال ۱۳۹۵، جمعیت این روستا برابر با ۱٬۲۸۱ نفر (۳۴۹ خانوار) بوده‌است.